# Kertész Mihály Miksa
Kertész Mihály Miksa, született Kohn Miksa, álneve Gardener Michel (Szolnok, 1888. február 4. – Budapest, 1945. március 18.) magyar jogász, ifjúsági író.

## Életútja
Kertész (Kohn) János mozdonyvezető és Schwarcz Henrietta (Jetti) fia. Jogot végzett, az első világháborúban szerb, albán, orosz fronton teljesített katonai szolgálatot, megsebesült, 1918-ban ügyvédi vizsgát tett; a Magyarországi Tanácsköztársaság bukása után Romániában telepedett le, Nagybányán nyitott ügyvédi irodát.
1922-ben bekapcsolódott a Cimbora szerkesztésébe, s nemcsak meséivel, történeteivel, regényeivel szerepelt a gyermeklapban, hanem sűrű levelezésben Benedek Elek főszerkesztővel a Nagybányán előállított lap nyomdai munkálatait is irányította.
Gyermekregényével nyitott a Cimbora Könyvtár; a Benedek Elek összeállításában megjelent Gyermekszínház című kötetben Az igazmondó láda című jelenetével szerepelt (Magyar Ifjúság Könyvtára, 2–3. Kolozsvár, 1926; románul Lada năzdrăvană. Kolozsvár, 1926).
Szépirodalmi tevékenységét 1927-től szülővárosában folytatta, a Szolnoki Tükör és az Irodalmi Kurír közölte novelláit, könyvei és színdarabjai jelentek meg, részt vett a Tanya című irodalmi és művelődési klub alapításában, a Verseghy Körben tevékenykedett. Több kabarédarabját játszották Budapesten a Belvárosi Színházban és az Andrássy úti Színházban.
Ügyvédi irodájának fenntartása, publikálási lehetőségei az egyre szigorúbb zsidótörvények által ellehetetlenültek. A holokauszt áldozata lett.

## Magánélete
Felesége Farkas Irén (1894–1987) volt.

## Kötetei (válogatás)
- Senki Tamás története. Gyermekregény és még egyéb mesék (Cimbora Könyvtár 1. Szatmár, 1922)
- Futurex (Kisregény, Erdélyi Könyvtár 6. Arad, 1922)
- Szökés a teknőben. Két kicsapott diák kalandjai a Tiszán (Szatmár, 1923)
- A gyémántköves melltű (ifjúsági regény, Budapest, 1924; Szatmár, 1927)
- A csengeri domb. Ifjusági regény; Singer és Wolfner, Bp., 1927
- Az üstökös. Regény; Tolnai, Bp., 1928 (Tolnai regénytára)
- Rög János (regény, Szolnok, 1928)
- A csodálatos sárkány (ifjúsági elbeszélés, Budapest, 1929)
- Kiket az Isten is egymásnak teremtett. Egy farsangi éj története (Budapest, 1930)
- Hazátlan Péter (ifjúsági elbeszélés, Szolnok, 1930)
- Bohóc Péter. Egy kalandos vakáció története (ifjúsági regény, Budapest, 1932)
- Pletyka. Regény; Világvárosi Regények Kiadóvállalat, Bp., 1933 (Világvárosi regények)
- Az utolsó jelenet. Regény; Világvárosi Regények Kiadóvállalat, Bp., 1933 (Világvárosi regények)
- A főnyeremény (regény, Budapest, 1935)
- Gyilkosság a cirkuszban (regény, Budapest, 1936)
- A versaillesi randevú. Regény; A Mai Nap, Bp., 1937 (Gong. A Mai Nap könyvtára)
- Michel Gardener: Cowboybosszú. Regény; szerzői, Bp., 1940
- A farkasvölgy leánya (regény, Budapest, 1941)
- A pinski zsidók (elbeszélések, Budapest, 1941)
- Remek hecc; 2. kiad.; s.n., Tel-Aviv, 195? (Világvárosi regények)
- Így éltünk mi... Kertész Mihály szolnoki tárcái; vál., szerk. Kósa Károly; Verseghy Kör–Verseghy Ferenc Könyvtár, Szolnok, 2004 (Verseghy kiskönyvtár)

## Külső hivatkozások
- Síremléke Kósa Károly honlapján
- Részletek a "Meder utca" és az "Iringáltam..." című írásából